# Vallensbæk (općina)
Vallensbæk je općina u danskoj regiji Hovedstaden.

## Zemljopis
Općina se nalazi u istočnom dijelu otoka Zelanda, te je jugozapadna prigradska općina glavnog rada danske Kopenhagena, prositire se na 9,15 km2.

## Stanovništvo
Prema podacima o broju stanovnika iz 2010. godine općina je imala 	14.045 stanovnika, dok je prosječna gustoća naseljenosti 1534,97 stan/km2. Središte općine je grad Vallensbæk.

### Naselja
| Naselja u općini |                    |                    |
| Br.              | Naselje            | Stanovnika (2010.) |
| 1                | Vallensbæk         | 13.477             |
| 2                | Vallensbæk Landsby | 488                |

## Vanjske poveznice
- Službena stranica općine